# Gevlekte koningsmakreel
Gevlekte koningsmakreel (Scomberomorus maculatus) is een straalvinnige vis uit de familie van makrelen (Scombridae) en behoort derhalve tot de orde van baarsachtigen (Perciformes). De vis kan maximaal 91 cm lang en 5890 gram zwaar worden.

## Leefomgeving
Scomberomorus maculatus is een zoutwatervis. De vis prefereert een subtropisch klimaat en heeft zich verspreid over de Grote en Atlantische Oceaan. De diepteverspreiding is 10 tot 35 m onder het wateroppervlak.

## Relatie tot de mens
Scomberomorus maculatus is voor de visserij van groot commercieel belang. In de hengelsport wordt er weinig op de vis gejaagd.
Voor de mens is Scomberomorus maculatus potentieel gevaarlijk, omdat er vermeldingen van ciguatera-vergiftiging zijn geweest.